# Tymienica Nowa
Tymienica Nowa (prononciation : [tɨmjɛˈnit͡sa ˈnɔva]) est un village polonais de la gmina de Chotcza dans le powiat de Lipsko de la voïvodie de Mazovie dans le centre-est de la Pologne.
Il se situe à environ 13 kilomètres au nord de Lipsko (siège du powiat) et à 116 kilomètres au sud-est de Varsovie (capitale de la Pologne).

## Histoire
De 1975 à 1998, le village appartenait administrativement à la voïvodie de Radom.